# Jean-Richard Freymann
Jean-Richard Freymann est un écrivain, psychiatre et psychanalyste français né à Strasbourg le 21 juillet 1949.

## Biographie
En 1969, Jean-Richard Freymann soutient une thèse de médecine à l'université de Paris.
Il est aujourd'hui écrivain, psychanalyste, praticien psychiatre associé au CHU de Strasbourg. Jean-Richard Freymann est le directeur scientifique des éditions Arcanes et président de la FEDEPSY (Fédération Européenne de Psychanalyse et École psychanalytique de Strasbourg).

## Travail
En outre de son travail comme psychanalyste, psychiatre, praticien hospitalier à la clinique psychiatrique de Strasbourg, directeur de l’École Psychanalytique de Strasbourg, président de la FEDEPSY, co-responsabilités à la faculté de médecine de Strasbourg et directeur de la Collection Hypothèses chez Arcanes-Érès, Jean-Richard Freymann présente sa vue sur les bases conceptuelles des psychothérapies analytiques aussi en conférence-débat.

## Œuvres

### Livres
- Les mécanismes psychiques de l'inconscient, Toulouse/Strasbourg, Érès éditions / Arcanes, 2019, 135 p. (ISBN 978-2-7492-6300-7)
- L'inconscient, pour quoi faire ? : Introduction à la clinique psychanalytique, Toulouse/Strasbourg, Érèss, coll. « Hypothèses », 2018, 127 p. (ISBN 978-2-7492-5794-5)
- Les Entretiens préliminaires à une psychanalyse, Toulouse/Strasbourg, Érèss, 2016, 136 p. (ISBN 978-2-7492-4981-0)
- Éloge de la perte : perte d'objets, formation du sujet  (préf. Roland Gori), Toulouse/Strasbourg, Érèss, 2015, 262 p. (ISBN 978-2-7492-4749-6)
- Du délire au désir : Les dix propriétés de la clinique psychanalytique, Strasbourg/Toulouse, Érèss, 2013, 314 p. (ISBN 978-2-7492-4984-1 et 2-910729-61-3)
- L'art de la clinique : Les fondements de la clinique psychanalytique, Toulouse/Strasbourg, Érèss, 2013, 389 p. (ISBN 978-2-7492-3756-5)
- Clinique de la déshumanisation : Le trauma, l'horreur et le réel, Toulouse/Strasbourg, Érèss, 2011, 280 p. (ISBN 978-2-7492-1453-5)
- L'amer amour : L'A-mère (a) mourre - Huit versions, Toulouse/Strasbourg, Érèss, 2011, 170 p. (ISBN 978-2-7492-1435-1)
- avec autres, De la honte à la culpabilité, Érèss, 2011, 216 p. (ISBN 978-2-7492-3292-8 et 2-7492-3292-9, lire en ligne)
- Les cliniques du lien : Nouvelles pathologies ?, Ramonville Saint-Agne/Strasbourg, Érèss, 2007, 139 p. (ISBN 978-2-7492-0699-8)
- Frères humains qui... : Essai sur la frérocité, Érès, 2003 (ISBN 978-2-7492-0219-8)
- avec Michel Patris, Du délire au désir, Érès, 2003 (ISBN 978-2-86586-955-8)
- Les parures de l'oralité, Érès, 1992, 169 p. (ISBN 978-2-287-00390-5)
- L'Acte-Les outils de la clinique, Arcanes (réimpr. 2006) (ISBN 978-2-910729-57-8)
- Passe, un père et manque  (préf. Michel Patris, postface Philippe Choulet), Ramonville Saint-Agne/Strasbourg, Érèss, coll. « Hypothèses », 2008, 159 p. (ISBN 978-2-7492-0867-1)

### Articles
- « La naissance du désir », Figures de la psychanalyse, vol. 13, no 1,‎ janvier 2006 (DOI 10.3917/fp.013.0243)

## Littérature
- Marie Bur, Considérations psychiatriques, expertales et psychanalytiques de l'acte fou : A partir de la tuerie de masse, 2014